# صالح قلاب
صالح قلاب (عربی: صالح حمد عواد القلاب) وزیر سابق تبلیغات، فرهنگ و برای ۴ دوره عضو مجلس سنای اردن بوده‌است. علاوه بر مناصب دولتی او در گذشته مدیر کل رادیو و تلویزیون اردن، ستون‌نویس روزنامه الرأی اردن به مدت چندین سال و نویسنده مقالات هفتگی در روزنامه الشرق الاوسط لندن بود. همچنین در تهیه مقاله‌های هفتگی نشریه الجریده چاپ کویت سهیم بوده‌است.

## زندگی‌نامه
او در سال ۱۹۴۴ در العالوک یکی از روستاهای قبیله بنی حسن‌زاده متولد شد. تحصیلات ابتدایی را در روستای زادگاهش به اتمام رساند، سپس به مدرسه نظامی النصر در الزرقاء رفت و در سال ۱۹۶۴ مدرک دیپلم را از دبیرستانی که در حال حاضر دانشکده ملک فیصل نامیده می‌شود دریافت کرد. به دلیل عضویت در حزب بعث دستگیر و ۷ ماه زندانی شد و به دلیل این دستگیری تحصیلات او ناتمام باقی ماند.

## فعالیت‌های سیاسی
صالح قلاب بعد از آزادی از زندان به سوریه رفت و به عنوان رئیس اتحادیه سراسری دانشجویان اردنی فعالیت‌هایش را شروع کرد. در ژوئیه ۱۹۶۷ وارد صفوف مقاومت فلسطین شد و در منطقه الاغوار اردن، تا خروج مقاومت فلسطین از اردن به عنوان یکی از رزمندگان فدایی جنبش فلسطین باقی ماند. در نوامبر سال ۱۹۷۰بعد از کودتای حافظ اسد از حزب بعث که تا سطح رهبری در آن ارتقاء درجه پیدا کرده بود کناره‌گیری کرد، به لبنان رفت و سرانجام در سال ۱۹۸۸ میلادی بعد از ۲۰ سال زندگی در تبعید به اردن بازگشت.

## فعالیت‌ها در اردن
در سال ۱۹۸۹ یک سال بعد از بازگشت به اردن در تأسیس یک جریان سیاسی بنام تجمع عربی دمکراتیک اردن با تعدادی از شخصیت‌های ملی اردنی وابسته به جریانات چپ و قومی شرکت کرد. هدف از این جریان سیاسی رویارویی با گروه اخوان المسلمین بود ولی بعد از توافق اسلو در سال ۱۹۹۴ به دلیل اختلافاتی که بین رهبری و بنیان‌گذاران این تجمع به وجود آمد، دیگر صالح قلاب به هیچ حزب سیاسی نپیوست و فعالیت‌های سیاسی مستقلش را از سر گرفت ولی همچنان از نزدیکان سازمان آزادیبخش فلسطین باقی ماند.

## مناصب دولتی
در سال ۲۰۰۱ صالح قلاب به عنوان وزیر فرهنگ و تبلیغات اردن و همچنین عضو مجلس سنای اردن انتخاب شد. در سال ۲۰۰۵ در تأسیس کانال خبری العربیه وابسته به گروه کانال‌های تلویزیونی ام بی سی شرکت کرد و مدتی نیز سردبیر این کانال تلویزیونی بود ولی پس از مدت کوتاهی استعفا داد.

## دیدگاه‌های سیاسی
صالح قلاب یکی از مدافعان سرسخت مواضع اردن در قبال سازمان آزادیبخش فلسطین و از طرفداران تشکیل کشور مستقل فلسطین با مرزهای قبل ازسال ۶۷ و پایتخت آن بیت‌المقدس شرقی بود. او مسئله فلسطین را برای کشورهای عرب یک اولویت، یک مسئله ملی، قومی و اردنی می‌دانست. صالح قلاب بشدت مخالف اخوان المسلمین و دارای موضعی کاملاً روشن علیه ایران و از مخالفان سرسخت رژیم سوریه است.

## حمایت از اپوزیسیون ایران
در روز ۱ ژوئن ۲۰۱۷ صالح قلاب در سخنرانی که در گردهمایی سالانه مقاومت ایران در پاریس داشت گفت: «رژیم ایران انقلاب مردم ایران را ربود و با سوء استفاده از اموال مردم ایران قتل و شکنجه در داخل ایران و حمایت از شبه نظامیان برای گسترش تروریسم و بی‌ثباتی در خارج از ایران را ادامه داد.»